# カルロス・アリアス・ナバーロ
ドン・カルロス・アリアス・ナバーロ、初代アリアス・ナバーロ侯爵（Carlos Arias Navarro, 1908年12月11日 – 1989年11月27日）は、スペイン・マドリード出身の政治家。マドリード市長（1965年-1973年）やスペイン首相（1973年-1976年）を務め、フランコ体制下のスペインでもっとも著名な政治家のひとりである。
フランコ独裁政権末期から民主化期の初期には穏健な指導者に変わったが、それ以前には白色テロに関与していた強硬派の政治家であり、スペイン共和国の解体時には数千人の死刑手配状に署名した。

## 経歴

### フランコ体制下
1908年12月11日にマドリードに生まれ、マドリード大学で法学の学士号を取得した。1929年に法務省に入省し、マラガで検察官を務めた。その後右派に接近し、スペイン内戦中の1936年にファランヘ党員となった。1937年のマラガの戦いでマラガが反乱軍に制圧されると、アリアス・ナバーロは反乱軍がマラガに立てた法廷の検察官となった。明確な共和国側支持者だけでなく、その疑いがある者にまで死刑を宣告したため、「マラガの残虐者」というニックネームを授けられた。マラガでは反乱軍の勝利後に計17,000人が死刑になったと推定されており、もっとも過酷な抑圧地のひとつだった。フランコ独裁政権期の1944年にはレオン県の知事に、1951年にはサンタ・クルス・デ・テネリフェ県の知事に、1954年にはナバーラ県の知事に就任した。1965年には出身地のマドリード市長となり、1973年6月まで首都の市長を務めた。1973年6月にはフランコの後任としてルイス・カレーロ・ブランコが首相となり、アリアス・ナバーロはカレーロ・ブランコ内閣の内務大臣となった。

### スペイン首相
1973年12月にはカレーロ・ブランコ首相がバスク祖国と自由(ETA)に暗殺されたため、12月31日、アリアス・ナバーロが第73代スペイン首相となった。フランコの妻であるカルメン・ポロなどフランコ家の支援を受け、民政移管期まで首相の座を保持した。2008年11月3日付のエル・パイス紙によると、「1974年4月25日にポルトガルで起こった左翼のカーネーション革命後、1975年3月にアリアス・ナバーロがアメリカ合衆国のロバート・スティーヴン・インガーソル国務副長官と会い、共産主義の広がりを食い止めるためにポルトガルへの侵略を申し出た」とする文書がアメリカ国立公文書記録管理局から公表された。3月18日にインガーソル国務副長官がヘンリー・キッシンジャー国務長官に送った報告書では、「ポルトガルでの行動がポルトガル＝スペインの国境を越えないことを保証するために、適切な手順がなされている」と述べられている。インガーソル国務副長官は「アメリカ合衆国が軍事基地の状況を再交渉した時点で、スペインは戦争の際にアメリカ政府がスペインを支援することを望んでいる。アリアス・ナバーロは、アメリカ政府がスペインの将来的な北大西洋条約機構(NATO)加盟を支援することを望んでいる」と付け加えた。
1974年3月にカタルーニャ地方のアナーキストであるサルバドール・プッチ・アンティックを絞首刑にしたことは、アリアス・ナバーロの政治的自由化への嫌悪感の表れであり、1974年9月の一連の処刑、1975年11月のモロッコ国王ハサン2世による緑の行進の組織化、フランコの病気と1975年11月の死去などは、アリアス・ナバーロの権力基盤を弱体化させた。国家元首としてのフランコの後継者であるフアン・カルロス1世はアリアス・ナバーロを首相の座にとどめ、マヌエル・フラガ・イリバルネ副首相やホセ・マリア・デ・アレイルサ外務大臣などを含むアリアス・ナバーロ内閣はしぶしぶながら、フランコ死後の最初の改革に着手した。アリアス・ナバーロはフランコ政権末期の政策の継続を望み、いかなる変化にも反対した。権力闘争が長期間に及んだため、アリアス・ナバーロは1976年7月1日に首相を辞任した。翌7月2日、グランデの地位とともにアリアス・ナバーロ侯爵の世襲称号を授けられたが、彼には後継ぎがいなかったため、これらの称号は彼の死後に断絶している。7月1日から7月3日まではフェルナンド・デ・サンティアゴ・イ・ディエスが暫定首相を務め、フアン・カルロス1世は7月3日にアドルフォ・スアレスをアリアス・ナバーロの後任の首相に任命した。

### 民主化期
1977年6月に初めて行われた民主的な総選挙で、マヌエル・フラガ・イリバルネ率いる国民同盟(AP)に加わった。アリアス・ナバーロはフランコ体制の継続を主張するフエルサ・ヌエバ党首であるブラス・ピニャールとともに、いかなる改革にも反対する強硬派のブンケルの一人と目され、マドリード県選挙区から上院議員に立候補して落選した。民主化期には左翼勢力も極右勢力もアリアス・ナバーロを攻撃し、（改革を拒む）「臆病な年寄り」と呼んだ。1989年11月27日にマドリードで死去し、エル・パルド墓地に埋葬された。80歳だった。1997年にはアリアス・ナバーロの妻も死去した。